# シンシアのハーモニー
『シンシアのハーモニー』は、南沙織通算3作目の2枚組ベスト・アルバム。1977年6月1日発売。発売元はCBSソニー。

## 解説
- 数あるベスト盤の中でも、歌手デビューした1971年の楽曲が収録されていない、珍しいタイプのベスト盤である。よって、代表曲の「17才」は収録されていない。
- アルバム単体作品としてはCD復刻化はされていないが、全楽曲は既に他アイテムでCD化済。ただし、入手困難な楽曲もある。たとえば、「卒業」が収録されている現行販売中のCDは2008年時点で存在しない。その他の楽曲（23曲）は、ソニーミュージックのインターネット・サイト「Sony Music Shop」で通販専用商品として現行販売されている6枚組CD-BOX『Cynthia Memories』にすべて収録されている（「哀愁のページ」は別ヴァージョン）。

## 収録曲

### Disk 1 / Side A
1. ゆれる午後
  - 作詞: 有馬三恵子、作曲: 筒美京平、編曲: 萩田光雄
2. 素顔のままで
  - 作詞: 中里綴、作曲: 田山雅充、編曲: 水谷公生

13thアルバム『素顔のままで』（1976.4.21）収録
3. 愛はめぐり逢いから
  - 作詞: 岡田冨美子、作曲・編曲: 林哲司
4. 春の愁い
  - 作詞: 有馬三恵子、作曲: 筒美京平、編曲: 水谷公生
5. ひとねむり
  - 作詞: 落合恵子、作曲: 筒美京平、編曲: 林哲司
6. いつか逢えますね
  - 作詞: 有馬三恵子、作曲: 筒美京平、編曲: 船山基紀

16thアルバム『午後のシンシア』（1977.4.1）収録
7. 気がむけば電話して
  - 作詞: 中里綴、作曲: 田山雅充、編曲: 萩田光雄
8. 人恋しくて
  - 作詞: 中里綴、作曲: 田山雅充、編曲: 水谷公生

### Disk 1 / Side B
1. 想い出通り
  - 作詞: 有馬三恵子、作曲: 筒美京平、編曲: 萩田光雄
2. GET DOWN BABY
  - 作詞: 安井かずみ、作曲・編曲: 筒美京平

11thアルバム『Cynthia Street』（1975.6.21）収録
3. 色づく街
  - 作詞: 有馬三恵子、作曲・編曲: 筒美京平
4. 女性
  - 作詞: 有馬三恵子、作曲: 筒美京平、編曲: 高田弘
5. 田園交響楽
  - 作詞: 松本隆、作曲・編曲: 馬飼野康二

10thアルバム『20才』（1974.12.10）収録
6. 卒業
  - 作詞: 松本隆、作曲・編曲: 馬飼野康二

10thアルバム『20才』収録
7. ふりむいた朝
  - 作詞: 中里綴、作曲: 田山雅充、編曲: 萩田光雄

### Disk 2 / Side A
1. 哀しい妖精
  - 作詞: 松本隆、作曲: ジャニス・イアン、編曲: 萩田光雄
2. 青い服の想い出
  - 作詞: 安井かずみ、作曲: 加藤和彦、編曲: 萩田光雄

14thアルバム『哀しい妖精』（1976.9.21）収録
3. BACK HOME
  - 作詞・作曲: ジャニス・イアン、訳詞: 竜真知子、編曲: 萩田光雄

15thアルバム『ジャニスへの手紙』（1976.12.21）収録
4. 泣くのはそれから
  - 作詞: 落合恵子、作曲: 川口真、編曲: 萩田光雄

14thアルバム『哀しい妖精』（1976.9.21）収録
5. PEOPLE TALK （輝く瞳）
  - 作詞・作曲: ジャニス・イアン、訳詞: 中里綴、編曲: 萩田光雄

15thアルバム『ジャニスへの手紙』（1976.12.21）収録
6. 20才の立場
  - 作詞: 安井かずみ、作曲・編曲: 筒美京平

11thアルバム『Cynthia Street』収録
7. 青春に恥じないように
  - 作詞: 荒井由実、作曲: 川口真、編曲: 萩田光雄

### Disk 2 / Side B
1. 夜霧の街
  - 作詞: 有馬三恵子、作曲・編曲: 筒美京平
2. 夏の感情
  - 作詞: 有馬三恵子、作曲・編曲: 筒美京平
3. 傷つく世代
  - 作詞: 有馬三恵子、作曲・編曲: 筒美京平
4. 純潔
  - 作詞: 有馬三恵子、作曲・編曲: 筒美京平
5. 早春の港
  - 作詞: 有馬三恵子、作曲・編曲: 筒美京平
6. 妹よ
  - 作詞: 有馬三恵子、作曲: 筒美京平、編曲: 高田弘

7thアルバム『20才まえ』（1973.9.21）収録
7. バラのかげり
  - 作詞: 有馬三恵子、作曲・編曲: 筒美京平
8. 哀愁のページ
  - 作詞: 有馬三恵子、作曲・編曲: 筒美京平

## 関連作品
- 出典アルバム
  - 20才まえ
  - 20才
  - Cynthia Street
  - 素顔のままで
  - 哀しい妖精
  - ジャニスへの手紙
  - 午後のシンシア
- 2枚組以上のベスト盤　※CD-BOX含む
  - 南沙織デラックス
  - Best of Best 南沙織のすべて
  - シンシア・ラブ
  - THE BEST / 南沙織 -1978年11月版-
  - THE BEST / 南沙織 -1979年11月版-
  - 南沙織ベスト Recall 〜28 SINGLES SAORI + 1〜
  - Cynthia Memories
  - GOLDEN J-POP/THE BEST 南沙織
  - CYNTHIA ANTHOLOGY
  - GOLDEN☆BEST 南沙織 筒美京平を歌う
  - Cynthia Premium
  - GOLDEN☆BEST 南沙織 コンプリート・シングルコレクション
  - ゴールデン☆アイドル 南沙織
  - CYNTHIA ALIVE

## 関連人物
- 有馬三恵子
- 川口真
- ジャニス・イアン
- 田山雅充
- 筒美京平
- 中里綴
- 萩田光雄
- 松本隆
- 安井かずみ